# Кубок Люксембургу з футболу 2008—2009
Кубок Люксембургу з футболу 2008–2009 — 84-й розіграш кубкового футбольного турніру в Люксембурзі. Титул вчетверте здобув Ф91 Дюделанж.

## Календар
| Раунд           | Дата                       | Матчі | Клуби    |
| --------------- | -------------------------- | ----- | -------- |
| Перший раунд    | 3 вересня 2008             | 20    | 108 → 88 |
| Другий раунд    | 27-28 вересня 2008         | 16    | 88 → 72  |
| Третій раунд    | 2 листопада 2008           | 22    | 72 → 50  |
| Четвертий раунд | 5-7 грудня 2008            | 18    | 50 → 32  |
| 1/16 фіналу     | 20 лютого - 4 березня 2009 | 16    | 32 → 16  |
| 1/8 фіналу      | 10-11 квітня 2009          | 8     | 16 → 8   |
| 1/4 фіналу      | 2-3 травня 2009            | 4     | 8 → 4    |
| 1/2 фіналу      | 21 травня 2009             | 2     | 4 → 2    |
| Фінал           | 30 травня 2009             | 1     | 2 → 1    |

## Регламент
Згідно з регламентом у перших чотирьох раундах грають клуби нижчих дивізіонів, клуби Національного футбольного дивізіону Люксембургу стартують з 1/16 фіналу. На всіх стадіях команди грають по одному матчу.

## 1/16 фіналу
| Команда 1                           | Рахунок | Команда 2       |
| ----------------------------------- | ------- | --------------- |
| 20 лютого 2009                      |         |                 |
| Працерталь-Реданж (4)               | 0:4     | Прогрес         |
| Мондорф-ле-Бен (3)                  | 0:2     | Мінерва (2)     |
| 21 лютого 2009                      |         |                 |
| Оберкорн (3)                        | 1:3     | Етцелла         |
| Флаксвайлер/Байрен Удінезіна 01 (2) | 1:2     | Свіфт           |
| Дарінг (Ехтернах) (3)               | 1:8     | Женесс (Еш)     |
| Уніон Мертерт (2)                   | 0:2     | Гревенмахер     |
| Тітус (Ламаделайн) (4)              | 0:3     | Авенір (Бегген) |
| Спортінг (Беттембург) (3)           | 0:1     | Штайнфорт       |
| Женесс (Ширен) (3)                  | 2:4     | Кер'єнґ         |
| Реміх (4)                           | 0:1 дч  | РМ Гамм Бенфіка |
| Алерт (Біссен) (2)                  | 0:3     | Расінг          |
| Мамер 32 (3)                        | 0:1     | Діфферданж 03   |
| Янг Бойз (Дикірх) (3)               | 0:7     | Ф91 Дюделанж    |
| Мондеркаж (2)                       | 4:0     | ЦеБра 01 (3)    |
| Вікторія Роспорт (2)                | 0:3 дч  | Фола            |
| 4 березня 2009                      |         |                 |
| Грін Бойз (3)                       | 0:1     | Рюмеланж        |

## 1/8 фіналу
| Команда 1       | Рахунок | Команда 2     |
| --------------- | ------- | ------------- |
| 10 квітня 2009  |         |               |
| Прогрес         | 0:1     | Кер'єнґ       |
| Мондеркаж (2)   | 1:3     | Діфферданж 03 |
| 11 квітня 2009  |         |               |
| Мінерва (2)     | 0:2     | Етцелла       |
| РМ Гамм Бенфіка | 3:0     | Гревенмахер   |
| Рюмеланж        | 2:0     | Свіфт         |
| Расінг          | 2:3     | Штайнфорт     |
| Женесс (Еш)     | 1:4     | Ф91 Дюделанж  |
| Авенір (Бегген) | 0:2     | Фола          |

## 1/4 фіналу
| Команда 1     | Рахунок | Команда 2       |
| ------------- | ------- | --------------- |
| 2 травня 2009 |         |                 |
| Кер'єнґ       | 9:0     | Штайнфорт       |
| 3 травня 2009 |         |                 |
| Діфферданж 03 | 1:0     | РМ Гамм Бенфіка |
| Етцелла       | 4:1     | Рюмеланж        |
| Фола          | 0:2     | Ф91 Дюделанж    |

## 1/2 фіналу
| Команда 1      | Рахунок | Команда 2     |
| -------------- | ------- | ------------- |
| 21 травня 2009 |         |               |
| Кер'єнґ        | 2:0     | Діфферданж 03 |
| Етцелла        | 0:1     | Ф91 Дюделанж  |

## Фінал
| 30 травня 2009 |

| Ф91 Дюделанж                                   | 5:0      | Кер'єнґ |
| ---------------------------------------------- | -------- | ------- |
| Соуту 39' Верель 64', 68' да Мота 72' Ремі 89' | Протокол |         |

| Жозі Бартель, Люксембург Глядачів: 3 358 Арбітр: Ромен Салез |